# 우리 교실
우리 교실은 폴란드 극작가 타데우시 슬라보지아네크의 대표작이다. 폴란드의 한 작은 마을에서 함께 자란 열 명의 동급생들이 역사적 사건을 겪으며 갈등하고 화해하고 복수하고 용서하게 되는 이야기를 14개 에피소드로 엮은 작품이다. 초연 이후 영국국립극장을 비롯해 현재까지 미국, 캐나다, 브라질, 일본, 스페인, 이탈리아, 헝가리, 스웨덴, 체코, 리투아니아, 이스라엘 등 세계 각지에서 공연되고 있다. 2010년 폴란드 대표 문학상인 “나이키 문학상”을 수상했다. 이 상이 희곡에 수여된 것은 제정 이후 20년 만에 처음이었다.

## 내용
〈우리 교실〉은 폴란드를 배경으로 1920년대 후반부터 현재에 이르기까지, 시대를 가로지르는 같은 반 친구 열 명의 관계, 삶, 역사적 경험을 다룬 이야기다. 스와보지아네크가 창조한 인물들은 모두 독특하지만 정서적, 심리적, 사회적, 역사적으로 관객이 충분히 그럴 만하다 느끼게끔 묘사되어 있다. 또한 수업으로 구분되어 있는 장면 나누기와 장면에 따른 공간 분할, 그리고 산 자와 죽은 자의 공존 등 다분히 연극만이 갖는 특성이 조화롭게 버무려진 작품이다.
희곡은 폴란드를 배경으로 한다. 그리고 이들의 20세기 역사는 민족과 이념 갈등, 독일과 소련이라는 두 강대국의 침탈이 연속된 과정이었다. 또한 2차 세계대전과 그 후 냉전에 따른 국가 체제 변화도 겪었다. 희곡에서 격변의 시대와 마주해 평범한 이웃과 친구들이 가해자와 피해자로, 그리고 다시 처지가 뒤바뀌어 서로 증오하는 모습은 우리의 유사한 역사적 경험을 상기시키며 한국 독자, 관객에게도 강력한 메시지를 준다.
친구 사이였던 열 명의 어린 학생들은 좋아했던 이와의 사랑과 배신을 겪으며, 격랑의 시대에 살아남기 위해 몇몇은 친구를 죽음으로 내몰기도 하고, 몇몇은 타인의 고통에 눈을 감으며, 몇몇은 살아남아 복수를 감행한다. 이렇듯 초등학교 같은 반 친구 사이였던 등장인물들의 공존과 연대는 증오로 변한다. 그리고 증오는 새로운 증오를 낳고 이들을 묶고 있는 유대는 갈기갈기 찢어진다. 세계적으로 신민족주의와 신냉전이 발현되고 거대한 패권주의가 도래한 지금, 〈우리 교실〉은 이처럼 야만의 역사를 겪은 허구적 인물들의 삶의 궤적을 통해 역사와 인간, 휴머니즘에 대해 진지한 물음을 던지며 무엇이 우리를 사람답게 살아가게 하는지 생각해 보게 만든다.